# Praxissemester
Das Praxissemester, auch Berufspraktisches Semester (BPS), ist Teil des Hauptstudiums an Hochschulen. Es soll den Studenten erste Einblicke in die Wirtschaft, den Schulalltag (bei angehenden Lehrern/Pädagogen) oder andere Praxisfelder verschaffen. Für die Dauer des Praxissemesters sollen die Studenten, ihrem Studiengang entsprechend, im Unternehmen oder der Schule mitwirken, sowie Aufgaben und Verantwortung übernehmen. Üblicherweise schließt das Praxissemester mit einem Vortrag und einem Bericht ab, was aber je nach Hochschule variiert. 
Des Weiteren werden die Studenten durch einen Professor betreut. In Sonderfällen, etwa wenn der Student keine Stelle findet, kann das Praxissemester auch an der Hochschule selbst absolviert werden. Dies sollte aber vermieden werden, da durch das Praxissemester erste Kontakte geknüpft werden sollen, die den späteren Berufseinstieg erheblich erleichtern können.
Das Praxissemester kann an manchen (Fach-)Hochschulen auch ein Auslandssemester sein.

## Schulisches Praxissemester

### Baden-Württemberg
Das Praxissemester ist verpflichtend für alle Studierenden, die ihr Studium mit allgemein bildenden Fächern ab dem Wintersemester 2000/2001 aufgenommen haben. Mit beruflichen Fächern ist es verpflichtend, wenn das Studium ab dem Sommersemester 2002 aufgenommen wurde.
Es ist in die neue Struktur der Lehrerbildung im höheren Dienst mit einem 18 Monate dauernden Vorbereitungsdienst (Referendariat) eingebunden. Deren Ziel ist eine stärkere Verzahnung der Phasen der Ausbildung durch eine frühere Auseinandersetzung mit berufsfeldbezogenen Fragen der Pädagogik und Fachdidaktik.
Im Praxissemester arbeiten Hochschulen, Universitäten, Seminare für Didaktik und Lehrerbildung und Schulen in der Ausbildung und Betreuung der Praktikanten unmittelbar zusammen und ergänzen einander.
Das Praxissemester dient der Berufsorientierung und Stärkung des Bezugs zur Schulpraxis bei den Lehramts-Studierenden. Es soll ein frühzeitiges Kennenlernen des gesamten Tätigkeitsfeldes Schule unter professioneller Begleitung ermöglichen. Die Praktikanten sollen sich mit dem Schulalltag, mit verschiedenen Unterrichtssituationen, mit verschiedenen Lehrerprofilen und spezifischen Belastungen des Berufs vertraut machen und sich somit ein Bild von ihrer Eignung für den Lehrberuf machen können.
Das Praxissemester steht grundsätzlich auch Studierenden eines Magister- oder Diplomstudiengangs offen, sofern sich diese für das schulische Lehramt interessieren und ausreichende Kapazitäten an den Schulen vorhanden sind.

#### Blockform
Die Blockform ist der Regelfall des Praxissemesters, denn eine zusammenhängende Praxiszeit bietet die beste Möglichkeit, die Schulpraxis wirklich kennenzulernen und am Schulleben in jeder Form teilzunehmen. Das Praxissemester in Blockform beginnt zum Schuljahresbeginn im September und dauert 13 Wochen bis zu den Weihnachtsferien.

#### Modulform
Wer aus studientechnischen (z. B. durch die Studienorganisation in den Naturwissenschaften) oder anderen Gründen das Praxissemester nicht im Block absolvieren kann, kann auch die modulare Form mit zwei Modulen in der vorlesungsfreien Zeit wählen. Das erste Modul dauert sechs Wochen vom Schuljahresbeginn im September bis zum Beginn der Lehrveranstaltungen des Wintersemesters im Oktober. Dieses Modul wird gemeinsam mit den Praktikanten des Blockpraxissemesters absolviert. Das zweite Modul dauert sieben Wochen und findet zwischen Winter- und Sommersemester von Mitte Februar bis Mitte April statt. Das zweite Modul folgte immer auf das erste Modul. Es wird im Frühjahr des auf das Herbstmodul folgenden Frühjahrs absolviert, spätestens jedoch im Frühjahr des darauffolgenden Jahres und findet an derselben Schule und, soweit möglich, beim selben Ausbildungslehrer statt.

## Das Jenaer Praxissemester
Das Jenaer Praxissemester wurde von der Friedrich-Schiller-Universität Jena entwickelt. Aus grundsätzlichen Erwägungen ist das Jenaer Praxissemester als Didaktikum in der Mitte des Studiums – im fünften oder sechsten Semester – platziert. Studierende sollen in den ersten vier Semestern Grundkompetenzen in ihren Fächern, in den Fachdidaktiken und in der Erziehungswissenschaft erworben haben, bevor sie sich fünf Monate auf die Schulpraxis einlassen. Sie sollen aber auch die Chance bekommen, ihre Praxissemestererfahrungen in ihr anschließendes Studium von mindestens vier weiteren Semestern einbringen zu können. 
Das Jenaer Praxissemester unterscheidet sich grundsätzlich von dem Praxissemester in Baden-Württemberg, da es in das Studium der Universität fest eingebunden und nicht an die Studienseminare delegiert ist. Es unterscheidet sich auch von den Praxissemestern/Kernpraktika, die in die Masterstudiengänge der Universitäten einiger Bundesländer integriert sind. Letztere liegen relativ nah am Abschluss des Studiums und verknüpfen inhaltlich (nicht formal) Studium und Vorbereitungsdienst.
Genauere Informationen und Belege findet man im Hauptartikel Jenaer Modell der Lehrerbildung.